# Stephen R. Lawhead
Stephen R. Lawhead (ur. 2 lipca 1950 w Kearney w stanie Nebraska) – amerykański pisarz fantasy.
W rodzinnym mieście ukończył szkołę podstawową i Kearney State College, gdzie specjalizował się w sztukach pięknych. Naukę łączył z graniem na gitarze w popularnym lokalnym zespole rockowym. Podczas nauki w college'u opublikował po raz pierwszy swoje wiersze w szkolnej antologii. Był także redaktorem kącika humoru w szkolnej gazetce. W 2003 Stephen Lawhead dostał honorowy doktorat od University of Nebraska w Kearney.
W 1972 roku ożenił się z Alice Slaikeu i wraz z żoną przeniósł się do Chicago, gdzie podjął studia w Northern Baptist Theological Seminary. Po uzyskaniu dyplomu zaproponowano mu pracę w Campus Life Magazine, gdzie pracował przez następne pięć lat. W magazynie redagował kolumnę muzyczną. Był też menadżerem grającego chrześcijańskiego rocka zespołu DeGarmo & Key. Aby nadzorować nagranie płyty zespołu przeniósł się do Memphis w Tennessee.
Po roku przestał współpracować z zespołem i zajął się pisaniem książek. Pierwszą wprawką pisarza była powieść: Saga o królu smoków. Książka ukazała się dzięki pomocy wydawcy Jan Dennis w 1982 roku, w wydawnictwie Crossway Books. Podobnie jak kolejne osiem pozycji: reszta cyklu Saga o królu smoków, trzy nowele science fiction i trzy pierwsze części pięcioksięgu Pendragon. Cykl ten opowiada o czasach rozprzestrzeniania się wśród Celtów religii chrześcijańskiej. To autorska reinterpretacja opowieści o mitycznym władcy Celtów Królu Arturze, połączona z elementami opowieści o mitycznej wyspie – Atlantydzie.
W międzyczasie powrócił do Lincoln w Nebrasce, a następnie w 1990 przeniósł się na stałe do Oksford w Anglii. W czasie pierwszego pobytu w Oksfordzie powstały trzy tomy powieści z czasów arturiańskich: Taliesin, Merlin i Artur. Dalsze części cyklu Pendragon: Pendragon i Graal, powstały już po osiedleniu się pisarza na stałe na Wyspach Brytyjskich.
W Anglii powstały kolejne powieści pisarza: trylogia Pieśń Albionu, która podobnie jak poprzedni cykl umieszczona została w kręgu kultury dawnej Brytanii. Następnie w 1996 ukazało się Bizancjum, opowieść o wyprawach krzyżowych Celtów, oraz powieść Patrick, która podąża śladami życia świętego Patryka. Obecnie pisarz pracuje nad trylogią King Raven, która jest renarracją legendy o Robin Hoodzie.